# Palazzo Thiene Bonin Longare
Palazzo Thiene Bonin Longare è un palazzo di Vicenza progettato da Andrea Palladio presumibilmente nel 1572 ed edificato da Vincenzo Scamozzi dopo la morte del maestro.
Dal 1994 è inserito, assieme alle altre architetture palladiane di Vicenza, nella lista dei patrimoni dell'umanità dell'UNESCO. Attualmente è sede di Confindustria Vicenza.

## Storia e descrizione del progetto
Sulla storia del palazzo che Francesco Thiene fece realizzare sulle proprietà di famiglia all'estremità occidentale della Strada Maggiore (l'attuale corso Palladio) presso il Castello sussistono più dubbi che certezze, a partire dalla data esatta della costruzione. Alla morte di Palladio l'edificio non è ancora realizzato: nella Pianta Angelica del 1580 appaiono infatti ancora solo le vecchie case e il giardino. Da un documento del 1586 risulta quanto meno iniziato il cantiere e sicuramente nel 1593, alla morte del committente Francesco Thiene, il palazzo è costruito per almeno un terzo. Enea Thiene, che eredita i beni di suo zio Francesco, porta a conclusione la fabbrica, probabilmente entro il primo decennio del Seicento.
Il palazzo sarà acquistato nel 1835 da Lelio Bonin Longare.
Nel suo trattato L'idea della architettura universale (edito a Venezia nel 1615), Vincenzo Scamozzi scrive di aver portato a compimento il cantiere dell'edificio sulla base di un progetto altrui (senza specificare di chi si tratti) con qualche variazione rispetto all'originale (di cui non chiarisce l'entità). L'architetto non nominato da Scamozzi è sicuramente Andrea Palladio, perché esistono due fogli autografi riferibili al palazzo per Francesco Thiene: in essi sono tracciate due varianti di planimetrie, sostanzialmente vicine a quelle dell'edificio attuale, e uno schizzo per la facciata, molto diverso da quella poi realizzata.
Non è chiaro quando Palladio abbia formulato le proprie idee per il palazzo, ma è credibile che sia avvenuto nel 1572, anno in cui Francesco Thiene e suo zio Orazio si dividono le proprietà di famiglia e il primo ottiene proprio l'area dove sorgerà poi l'edificio palladiano. Analizzando l'edificio realizzato, appaiono diversi elementi che rendono possibile una datazione dell'idea agli anni settanta, considerando i molti punti di contatto ad esempio con palazzo Barbaran da Porto, sia nel disegno della parte inferiore della facciata sia nella grande loggia a doppio ordine sul cortile. Il fianco invece potrebbe essere opera di Vincenzo Scamozzi, considerando la sua affinità con palazzo Trissino al Duomo. Anche il profondo atrio, sostanzialmente indifferente alla griglia degli ordini, potrebbe essere scamozziano ed è interessante notare che, mentre la stanze alla sua destra entrando risultano chiaramente riutilizzare murature preesistenti piuttosto irregolari, quelle alla sua sinistra sono perfettamente regolari, evidentemente frutto di nuove fondazioni.

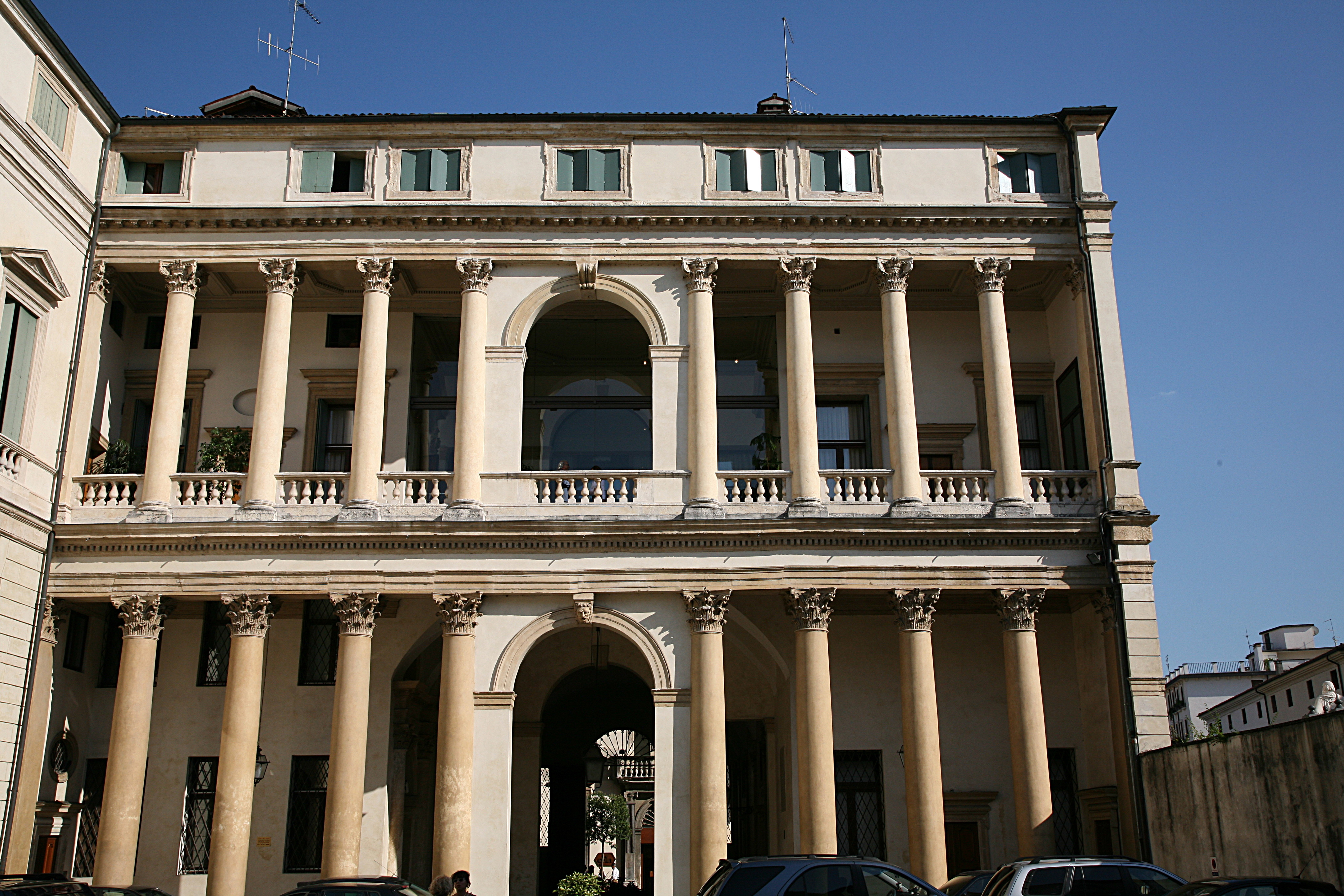
La doppia loggia visibile dalla corte interna
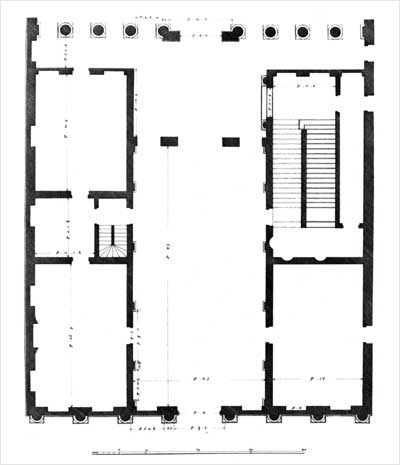
Pianta (Ottavio Bertotti Scamozzi, 1776)
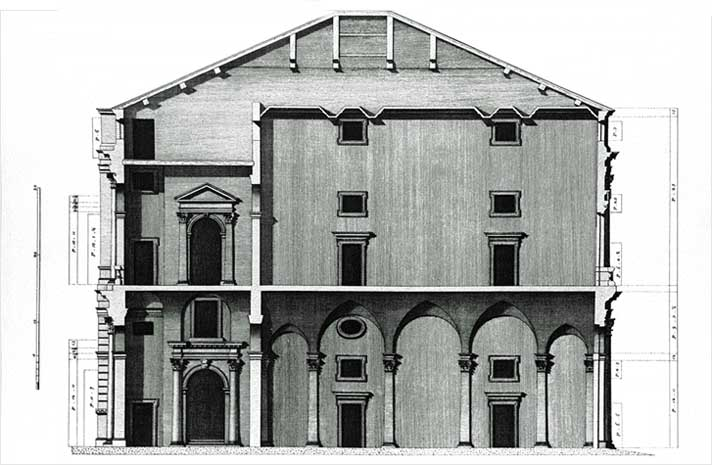
Sezione (Ottavio Bertotti Scamozzi, 1776)